# Red Buttons
Red Buttons, rodným jménem Aaron Chwatt (5. února 1919 New York City – 13. července 2006 Los Angeles), byl americký herec a komik. Za film Sayonara získal Oscara a Zlatý glóbus. Na ceny byl nominován například za filmy Harlow (1965), Koně se také střílejí (1969) nebo Drak Elliot (1977).

## Životopis
Aaron Chwatt se narodil 5. února 1919 v New Yorku. Pocházel z chudé rodiny a již od dětství si přivydělával a přispíval do rodinného rozpočtu pouličním zpíváním, mytí nádobí v hospodě a jako hotelový poslíček. V hotelu získal přezdívku Red Buttons, kterou si později zvolil jako umělecké jméno.  
Později začal vystupovat v kabaretu a dostal se na Broadway. Po ukončení vojenské služby se vrátil k divadlu, kde ztvárňoval převážně komediální role. V roce 1952 začal uvádět vlastní seriál The Red Buttons Show, který uváděl až do roku 1955.
V roce 1957 získal Oscara za filmové drama Sayonara, odehrávající se v Japonsku. V roce 1966 byl nominován na Zlatý globus za roli Arthura Landaua ve filmu Harlow (1965). Mezi jeho další známé filmy patří například Koně se také střílejí (1969), Drak Elliot (1977), Ambulance (1990), Může to potkat i vás (1994) a Druhá šance (1999).
Byl třikrát ženatý. Poprvé s herečkou Roxane Arlen jejichž manželství trvalo mezi lety 1947 a 1948. Druhou manželkou byla Helayne McNorton a třetí manželka byla Alicia Prats, se kterou měl dvě děti. Zůstali spolu až do Aliciiny smrti v březnu roku 2001.
Red Buttons zemřel na komplikace způsobené kardiovaskulárním onemocněním 13. července 2006 ve věku 87 let ve svém domě v Century City v Los Angeles. Byl již delší dobu nemocný a v době smrti byl s rodinnými příslušníky. Jeho popel byl po kremaci předán rodině.

## Filmografie (výběr)

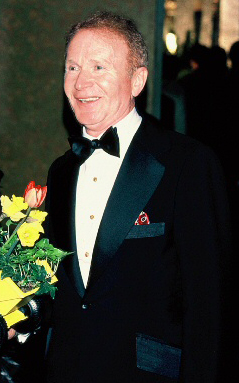
Red Buttons v roce 1978

### Filmy
- Hatari! (1962)
- Harlow (1965)
- Koně se také střílejí (1969)
- Dobrodružství Poseidonu (1972)
- Drak Elliot (1977)
- Když se čas naplnil… (1980)
- Ambulance (1990)
- Může to potkat i vás (1994)
- Druhá šance (1999)

### Televize
- The Red Buttons Show (1952–1955)
- The Ed Sullivan Show (1952–1966)